# 한천치옌
한천치옌(중국어: 韓辰乾, 한진건 1944년~)은 중국 베이징 대학교 교수로서 조선어학 전공이다. 베이징 대학교 한국학연구센터 부주임이며, 중한우호협회 이사직을 맡고 있다. 대한민국과 조선민주주의인민공화국에서 각각 한국어 연구 공로로 표창을 받기도 하였으며, 한중사전 편찬에도 관여하였다. 한국어 어원연구에서는 고유어 어원을 한자어에서 찾으려는 연구성향을 보이며 그러한 가설 가운데 일부가 한자교육을 주장하는 단체등에 의해 전용되기도 한다.

## 주요 저서
- 중한 동물 이름 사전
- 중한 식물 이름 사전
- 한국 속담 이야기
- 한국 속담집
- 한국어 어원을 찾아서
- 한국어 교정
- 중한회화집
- 기본 중국어 회화